# Hexatoma grahami
Hexatoma grahami är en tvåvingeart som först beskrevs av Alexander 1927.  Hexatoma grahami ingår i släktet Hexatoma och familjen småharkrankar. Inga underarter finns listade i Catalogue of Life.